# Аметистовый питон
Аметистовый питон (лат. Simalia amethistina) — вид змей из семейства питонов. Самая крупная змея Австралии. Вид включен в Приложение II «Конвенции о международной торговле». В Австралии охраняется законом.

## Среда обитания
Питоны встречаются на северо-востоке штата Квинсленд в пределах восточной части полуострова Кейп-Йорк, на островах пролива Торреса, Новой Гвинеи, Молуккских, Тимор, Минданао (Филиппины), Танимбар, Кай, Ару, архипелаге Бисмарка и Соломоновых островах.
Места обитания вида очень разнообразны: это влажные муссонные леса, лесистые саванны и даже низкорослые кустарники на коралловых рифах. Змеи предпочитают держаться на деревьях, в складках скал, под крупными камнями, в мангровых зарослях. Иногда встречаются вблизи человеческого жилья.

## Описание
Самый крупный питон Австралии, длина по меньшей мере до 6 метров (по старым сообщениям — до 8,5 м), но обычно мельче — от 2 до 4 м, 5 метровые образцы уже считаются очень крупными. Окрашен в желто-оливковые или оливково-коричневые цвета с сильным радужным отливом. Поперек тела проходят коричневые или черные полосы, которые четко обозначены; в задней части тела светлые промежутки и темные полосы образуют сетчатый рисунок. Отличается от настоящих питонов очень крупными и симметричными щитками, покрывающими верхнюю часть головы. Вес питона может достигать 30 килограмм.

## Питание
Питается в основном мелкими птицами, зверьками и ящерицами. Крупные особи предпочитают охотиться на кустарниковых кенгуру валлаби и кускусов, поджидая их на берегу.
Люди, живущие на окраине или разводящие птиц, нередко встречают аметистового питона в своих дворах. Питоны питаются теплокровными животными и способны обнаружить потенциальную добычу, выделяющую тепло. Домашние животные, такие как маленькие собаки, кошки, попугаи, а также куры становятся легкой мишенью для питонов, поэтому жители содержат животных в вольерах.

## Размножение
Период спаривания и откладки яиц длится с апреля по август. Самка откладывает 15-25 яиц. Инкубационный период длится 65-80 дней, в течение которого самка насиживает кладку. Новорожденные змеи около 65 см длиной и окрашены в коричневый цвет. Типичную ковровую расцветку они приобретают только после нескольких линек.
Родительское поведение проявляется только во время инкубации кладки и только у самок. Самка обвивает кладку кольцами тела, защищая ее и регулируя температуру инкубации подрагивающими движениями тела. Во время насиживания самка не питается.